# Wax (sångare)
Cho Hye-ri (hangul: 조혜리), mer känd under artistnamnet Wax (hangul: 왁스), född 31 maj 1976 i Seoul, är en sydkoreansk sångerska.
Hennes debutalbum The Diary of Mom släpptes den 14 november 2000.

## Diskografi

### Album
| Albuminformation                                                      | Topplacering          |
| Albuminformation                                                      | Sydkorea (Gaon Chart) |
| --------------------------------------------------------------------- | --------------------- |
| The Diary of Mom (Studioalbum) - Släppt: 14 november 2000             | —                     |
| Fixing My Makeup (Studioalbum) - Släppt: 9 augusti 2001               | —                     |
| Please (Studioalbum) - Släppt: 5 juli 2002                            | —                     |
| Relation (Studioalbum) - Släppt: 18 september 2003                    | —                     |
| Goodbye (Studioalbum) - Släppt: 2 februari 2005                       | —                     |
| Because All Love is Like That (Studioalbum) - Släppt: 1 december 2006 | —                     |
| Women Always Want Love (Studioalbum) - Släppt: 10 januari 2008        | —                     |
| Always You (Studioalbum) - Släppt: 2 juli 2009                        | —                     |
| Fall in... Part 1 (EP-skiva) - Släppt: 9 december 2010                | 4                     |
| Now & Forever (Studioalbum) - Släppt: 4 december 2012                 | 14                    |
| Spark (Studioalbum) - Släppt: 26 augusti 2014                         | 19                    |

### Soundtrack
| År   | Titel                       | Topplacering          | Drama               |
| År   | Titel                       | Sydkorea (Gaon Chart) | Drama               |
| ---- | --------------------------- | --------------------- | ------------------- |
| 2012 | "Crying"                    | —                     | Dummy Mommy         |
| 2012 | "The Teardrops are Falling" | —                     | Missing You         |
| 2013 | "Dear Love"                 | —                     | The Blade and Petal |
| 2014 | "Love Wind"                 | —                     | Empress Ki          |